# Plavuník Ollgaardův
Plavuník Ollgaardův (Diphasiastrum × oellgaardii) je vytrvalá, stálezelená plavuň z rodu Diphasiastrum, s plazivými oddenky, které jsou uloženy nad zemí nebo těsně pod povrchem.
Větve jsou vzpřímené a dlouhé 4–18 cm a jsou hustě uspořádané. Tímto tento druh připomíná D. tristachyum. Větve jsou 2 mm široké a zploštělé, někdy téměř čtyřhranné. Na rubu jsou namodralé. Postranní listy jsou tvarem a délkou podobné D. alpinum. Jsou zhruba stejně velké a mají srpovitý tvar se zahnutou špičkou. Hřbetní listy jsou kopinatého tvaru a mají téměř stejnou délku jako boční listy. Břišní listy jsou vejčitě kopinatého tvaru se stejnou délkou jako boční listy. Bázi postranních listů přesahují minimálně.

## Rozmnožování
Rozmnožování probíhá pohlavně pomocí spór i vegetativně pomocí oddenků. Výtrusnicové klasy rostou převážně jednotlivě a jsou přisedlé nebo mají krátkou stopku. Výtrusy dozrávají od července do září a snadno se šíří. Vypadávají díky pukavé schopnosti výtrusnic. Prothalia klíčí několik let pod zemí jako drobné hlízovité útvary. Anteridia a archegonia jsou na proklu odděleně.

## Výskyt a ekologie
Skupina francouzských a německých botaniků prokázala, že se jedná o hybridní druh vzniklý zkřížením Diphasiastrum alpinum a Diphasiastrum tristachyum. Tomuto druhu plavuníku prospívají světlé lokality bez vegetace a kyselé půdy, které jsou chudé na živiny. Najdeme ho v nadmořských výškách kolem 1000 m n. m. i na místech, kde není vegetace. Poprvé popsán byl ve Francii na Centrálním masívu. U nás ho můžeme spatřit např. v Krkonoších, na Šumavě, Hrubém Jeseníku. Patří mezi kriticky ohrožený druh, který by bez účinné ochrany vymizel z flóry ČR.

## Možnost záměny
Plavuníku cypřiškovitému je podobný vzrůstem, zatímco plavuníku alpínskému je podobný úhlem, který svírá list s osou větve. Má velice silné mykorhitické vazby. Jde o poslední popsaný druh plavuníků.